# カーペットバイパー

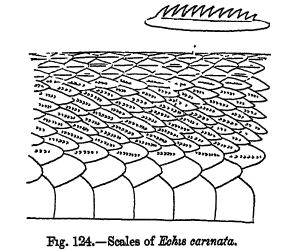
ギザギザがついた鱗。とぐろを巻きながら鱗を擦り合わせることで、のこぎりで物を切るような警告音を発する

カーペットバイパー（学名：Echis carinatus）は、有鱗目クサリヘビ科トゲクサリヘビ属に分類されるヘビである。猛毒。

## 特徴
全長は40-80cmだが、通常は60cm以下。ニホンマムシと同じぐらいの大きさだが、ピット器官は持たない。体色は茶褐色もしくは灰褐色で、白い斑紋が網目のように並ぶ。このため、落葉に紛れるとまったく目立たない。鱗はざらざらしており、危険が迫ると鱗同士をこすり合わせて警告音を出す。その音がノコギリで木を挽く音に似ていることから、和名でノコギリヘビ（鋸蛇）とも呼ばれる。和名に関しては千石正一が付けたものであり、テレビ番組『どうぶつ奇想天外!』の問題としても出題された。

## 生態
中東からインドにかけての広い地域の標高1000m以下の低地に生息する。本種の生息域は広く、人間の生活圏とも重なる。また個体数も多いため、噛まれる被害件数が非常に多い。アフリカなどに生息する近縁種は世界で最も多くの蛇咬傷による死者を出している。
他の移動方法も可能であるが、ヨコバイガラガラヘビのように主に横這いで移動する。
餌は主にネズミ、カエル、トカゲといった小動物だが、ムカデ、サソリ、大型昆虫など多様な節足動物も食べる。食性が幅広く地域により主食とする餌を変えることができ、一部地域での個体数の多さはこのことに起因する可能性がある。
毒は出血毒、神経毒、細胞毒、心臓毒で非常に強く、ニホンマムシの130倍、コブラの5倍にあたる。1950年前後のインドの統計では、本種による死亡率は36%に達している。ほとんどのヘビは人間側から手を出さなければ攻撃せずに逃げていくなどの行動原則を持つが、カーペットバイパーの場合は気性が荒く、近くにいる人間には無条件に噛み付く。そのため世界で最も危険な毒蛇の一種とされる。また、インドでは、インドアマガサ、ラッセルクサリヘビ、インドコブラと並ぶ四大毒蛇の一種として恐れられている。

## 聖書
イザヤ書の「飛びかける燃える蛇」は本種との説がある。